# Régis Genaux
Régis Genaux (Charleroi, 31 augustus 1973 – Chaudfontaine, 8 november 2008) was een Belgisch voetballer en voetbaltrainer. Zijn positie was rechtsback. Hij speelde bij Sporting Charleroi, Standard Luik, Coventry City, Udinese Calcio en opnieuw Standard. Hij had een jongere broer die ook voetballer is: Terrence. Genaux stierf op 35-jarige leeftijd ten gevolge van een hartinfarct door een longembolie.

## Biografie

### Spelersloopbaan
Genaux maakte zijn profdebuut op 10 maart 1991 in de wedstrijd Standard-Cercle Brugge (3-2) waar hij na 78 minuten inviel voor Marc Schaessens. Zijn enige doelpunt in zijn profcarrière scoorde hij in de laatste competitiewedstrijd van het seizoen 1991-1992 tegen Lierse. Hij scoorde het 7e doelpunt in een met 8-2 gewonnen wedstrijd. Genaux was als rechtsachter een vaste waarde in een sterk elftal van Standard. Ze slaagden er echter niet in om kampioen te worden en eindigden 2x tweede achter Anderlecht. In 1993 won hij met Standard wel de bekerfinale. Bij Standard speelde hij elke wedstrijd en werd hij een vaste waarde in de nationale ploeg, maar door zijn vertrek naar het buitenland op 23-jarige leeftijd veranderde dit. Zijn verblijf bij Coventry was geen succes en hij vertrok al zeer vlug naar Udinese in de Serie A. Zijn periode in Italië was wisselvallig met vele blessures. In de momenten dat hij blessurevrij bleef, slaagde hij er wel in om een plaats in de basis te veroveren en werd hij ook opgeroepen voor de nationale ploeg. Na vijf seizoenen in Italië, keerde hij voor een korte periode zonder succes terug naar Standard.

### Talentvolle generatie
Genaux was een van "de drie musketiers" samen met Philippe Léonard en Michaël Goossens, drie zeer beloftevolle voetballers die hun profcarrière reeds vroeg begonnen bij Standard Luik en ook van het uitgaansleven genoten. Mede hierdoor en door hun vroege vertrek naar een buitenlandse competitie konden ze de verwachtingen nooit waarmaken. Ze keerden alle drie ook terug naar Standard, maar voor Genaux werd dit geen succes. Hoewel het talentvolle voetballers waren, haalden ze niet het maximum uit hun carrière, wat het duidelijkst merkbaar is aan hun cijfers in de nationale ploeg. Ook Roberto Bisconti maakte deel uit van deze beloftevolle generatie.

### Rode Duivels
Genaux speelde bij de Belgische nationale ploeg van 1992 tot 2000. Zijn debuut vond plaats op 16 februari 1992 in een vriendschappelijke wedstrijd tegen Tunesië op 18-jarige leeftijd. Hij stond aan de aftrap en maakte in de 75ste minuut een eigen doelpunt waardoor België met 2-1 verloor. Ook aanvaller Luis Oliveira (RSC Anderlecht) maakte in die wedstrijd zijn debuut voor de Rode Duivels.
Aanvankelijk leek Genaux de opvolger te worden van Eric Gerets, maar hij haalde slechts 27 selecties en 22 caps. Dit kwam vooral door zijn vele blessures en door de concurrentie voor de rechtsbackpositie: in eerste instantie Dirk Medved en Bertrand Crasson, later Eric Deflandre en Jacky Peeters. Hij speelde in de voorronde voor het WK van 1994, net zoals Michaël Goossens, maar beide jongelingen werden uiteindelijk niet geselecteerd voor de eindronde.
Genaux werd samen met Philippe Léonard een vaste waarde in 1995 en 1996 onder Wilfried Van Moer. België wist zich echter niet te plaatsen voor EURO 1996. Genaux verloor zijn basisplaats met de komst van bondscoach Georges Leekens. Hoewel hij ook nog speelde in de voorronde voor het WK van 1998 mocht hij niet mee naar het WK. De voorkeur ging, mede door zijn vele blessures, naar Bertrand Crasson en Eric Deflandre. In de aanloop naar EURO 2000 leek hij als vaste waarde eindelijk deel te gaan uitmaken van de selectie voor een toernooi, maar een blessure strooide roet in het eten. Hij speelde zijn laatste interland op 26 april 2000 in een vriendschappelijke wedstrijd tegen Noorwegen.

### Trainer
De spelerscarrière van Genaux werd gekenmerkt door vele blessures. Hierdoor stopte hij al op 29-jarige leeftijd met voetballen. Hij bleef wel in het voetbal actief en werd voetbaltrainer. Hij begon als jeugdtrainer bij Verviers. Vanaf 2006 was hij trainer van RFC Sérésien (23), maar hij werd ontslagen in april 2008.

### Overlijden
Genaux, vader van twee kinderen, overleed onverwacht op 35-jarige leeftijd. Hij werd onder grote belangstelling begraven te Beaufays.

## Statistieken
| seizoen | club                   | land              | wedstrijden | doelpunten | competitie     |
| ------- | ---------------------- | ----------------- | ----------- | ---------- | -------------- |
| 1990/91 | Standard Luik          | Vlag van België   | 4           | 0          | Jupiler League |
| 1991/92 | Standard Luik          | Vlag van België   | 31          | 1          | Jupiler League |
| 1992/93 | Standard Luik          | Vlag van België   | 30          | 0          | Jupiler League |
| 1993/94 | Standard Luik          | Vlag van België   | 28          | 0          | Jupiler League |
| 1994/95 | Standard Luik          | Vlag van België   | 29          | 0          | Jupiler League |
| 1995/96 | Standard Luik          | Vlag van België   | 29          | 0          | Jupiler League |
| 1996/97 | Coventry City FC       | Vlag van Engeland | 3           | 0          | Premier League |
| 1996/97 | Udinese Calcio         | Vlag van Italië   | 8           | 0          | Serie A        |
| 1997/98 | Udinese Calcio         | Vlag van Italië   | 6           | 0          | Serie A        |
| 1998/99 | Udinese Calcio         | Vlag van Italië   | 18          | 0          | Serie A        |
| 1999/00 | Udinese Calcio         | Vlag van Italië   | 17          | 0          | Serie A        |
| 2000/01 | Udinese Calcio         | Vlag van Italië   | 2           | 0          | Serie A        |
| 2001/02 | → Standard Luik (huur) | Vlag van België   | 4           | 0          | Jupiler League |
| 2002/03 | Udinese Calcio         | Vlag van Italië   | 0           | 0          | Serie A        |
| Totaal  |                        |                   | 209         | 1          |                |

° Alleen competitiewedstrijden zijn in de statistieken opgenomen

## Erelijst als speler
- Winnaar Beker van België met Standard Luik in 1993
- Vice-kampioen Belgische eerste klasse met Standard Luik in 1992/93, 1994/95
- Winst UEFA Intertoto Cup in 2000 met Udinese Calcio
- 22 A-Caps voor de Belgische nationale ploeg (27 selecties in de periode 1992-2000)